# Blansko město
Blansko město – przystanek kolejowy w miejscowości Blansko, w kraju południowomorawskim, w Czechach. Znajduje się na wysokości 275 m n.p.m.
Jest zarządzany przez Správę železnic. Na przystanku znajdują się kasy biletowe, na których istnieje możliwość zakupu biletów na wszystkie pociągi w tym międzynarodowe oraz rezerwacji miejsc.

## Linie kolejowe
- 260 Česká Třebová - Brno